# David Jerison
David Jerison (ur. w 1953 w Lafayette) – amerykański matematyk, profesor Massachusetts Institute of Technology. Zajmuje się równaniami różniczkowymi cząstkowymi i analizą fourierowską.

## Życiorys
Studiował na Uniwersytecie Harvarda i Uniwersytecie Princeton. Na tej drugiej uczelni w 1980 uzyskał stopień doktora, promotorem był Elias M. Stein. Od 1981 pracuje w Massachusetts Institute of Technology. 
Swoje prace publikował m.in. w prestiżowych czasopismach matematycznych świata: „Annals of Mathematics”, „Journal of the American Mathematical Society”, „Inventiones Mathematicae" i „Acta Mathematica”. Był redaktorem m.in. „Inventiones Mathematicae" i „Duke Mathematical Journal”.
W 1994 roku wygłosił wykład sekcyjny na Międzynarodowym Kongresie Matematyków w Zurychu, a w 2019 na konferencji Dynamics, Equations and Applications (DEA 2019). W 1999 został członkiem Amerykańskiej Akademii Sztuk i Nauk, w 2012 nagrodzono go Stefan Bergman Prize.